# Markku Kanerva
Markku Kanerva (Helsínquia, 24 de maio de 1964) é ex-um futebolista finlandês que já atuou no HJK Helsinki, IF Elfsborg, FinnPa, e na Seleção Finlandesa de Futebol. Já foi técnico no FC Viikingit, e hoje treina a Seleção Finlandesa.